# Сосновка (Недригайловский район)
Сосно́вка (укр. Соснівка; до 2016 г. Жовтне́вое) — село, Коровинский сельский совет, Недригайловский район, Сумская область, Украина.
Код КОАТУУ — 5923583405. Население по переписи 2001 года составляло 13 человек .
Найдена на специальной карте Западной части России Шуберта 1826-1840 годов как хутор Курячий Брод (Какуши)

## Географическое положение
Село Сосновка находится на левом правом берегу реки Сула,
выше по течению примыкает село Гай,
ниже по течению на расстоянии в 4 км расположено село Волковцы (Роменский район).
Река в этом месте извилистая, образует лиманы, старицы и заболоченные озёра.